# Dioscórides de Viena

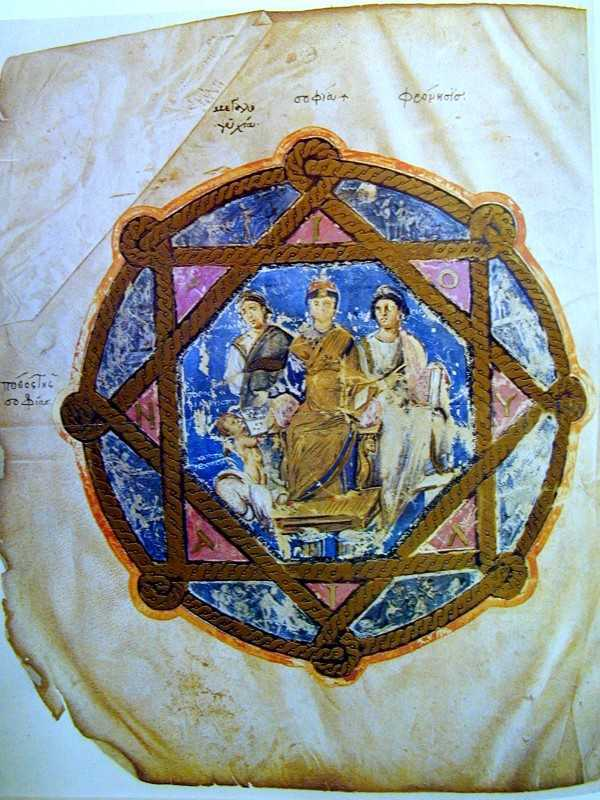
Representação de Anícia.

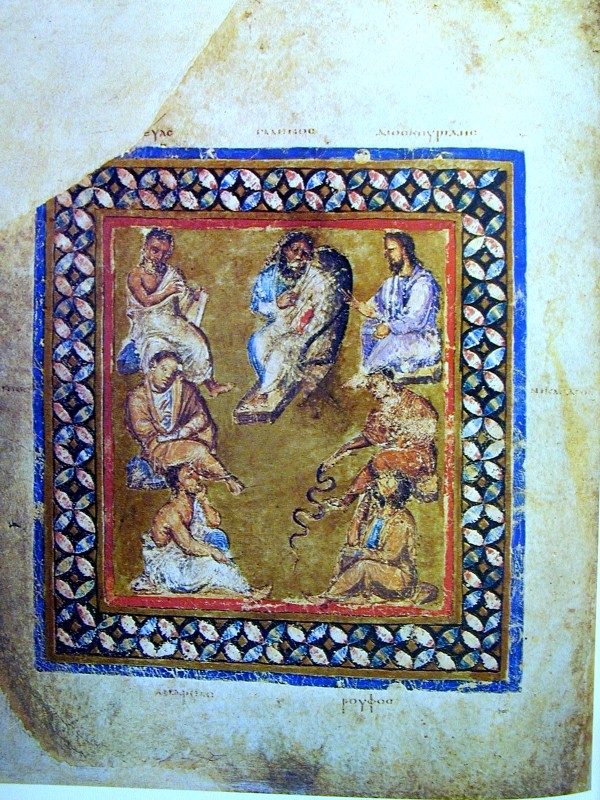
Representação dos sete médicos.

O Dioscórides de Viena é um manuscrito iluminado do começo do século VI do Materia medica de Dioscórides em grego. É um importante e raro exemplar de um texto científico da Antiguidade Tardia. Os 491 fólios de papel velino medem 37 por 30 cm e contêm mais de 400 imagens de animais e plantas, a maioria feito em estilo naturalista. Além do texto de Dioscórides, ao manuscrito foi anexado o Carmen de herbis atribuído a Rufo, uma paráfrase de um tratado ornitológico de um certo Dionísio, geralmente identificado com Dionísio da Filadélfia, e uma paráfrase sobre o tratamento de Nicandro de picadas de cobra.
O manuscrito foi criado ca. 515 e foi feito pela princesa bizantina Anícia Juliana, a filha do imperador Olíbrio (r. 472). Embora tenha sido originalmente criado como uma cópia luxuosa, há alguns indícios que em séculos posteriores foi usado diariamente como um livro hospitalar. Inclui alguns anotações em árabe. Uma tradução árabe do manuscrito foi descoberta em Istambul nos anos 1560 pelo diplomata flamengo Ogier Ghiselin de Busbecq que estava a serviço do imperador Fernando I (r. 1558-1564). O imperador comprou o manuscrito e está agora na Biblioteca Nacional Austríaca em Viena. O manuscrito foi inscrito no Programa Memória do Mundo da UNESCO em 1997 em reconhecimento de sua importância histórica.

## Ilustrações
O manuscrito tem 383 ilustrações de página inteira de plantas fora as 435 originais. Se dividem em dois grupos: há aquelas que seguem fielmente os modelos clássicos e apresentam uma ilustração bastante naturalista de cada planta, enquanto outras são mais abstratas. A maioria das ilustrações foram pintadas em um estilo naturalista para ajudar o farmacologista a reconhecer cada planta. Contudo, acredita-se que elas foram feitas como cópias de um trabalho anterior e não foram tiradas da natureza.
Além das ilustrações do texto, o manuscrito contêm vários frontispícios na forma de uma série de miniaturas de página inteira. De atenção especial é a miniatura dedicatória com o retrato de Anícia Juliana. O manuscrito foi apresentado para Anícia em gratidão ao seu financiamento da construção de uma igreja nos subúrbios de Constantinopla. Este retrato é o mais antigo retrato dedicatório existente. Nele representa-se Anícia sentada em uma pose cerimonial distribuindo esmolas. É flanqueada pela personificação da Magnanimidade e Prudência. Aos seus pés, outra personificação, chamada "Gratidão das Artes", se ajoelha. Um putto mantêm uma cópia dedicatória a Anícia. Ela e seus atendentes são colocados em uma estrela de oito pontas dentro de um círculo formado pelo entrelaçamento das cordas. Dentro dos tímpanos internos da estrela estão putti, feitos em grisaille, trabalhando como pedreiros e carpinteiros. Esta miniatura é uma criação totalmente original e, com a inclusão das personificações e os putti, mostra a resistência da tradição clássica em Constantinopla, apesar do fato de Anícia ser uma devota cristã.
A série de frontispícios no manuscrito começam com duas miniaturas de página inteira, cada qual tendo um grupo de sete farmacologistas notáveis. Na segunda pintura, o mais proeminente e o único sentando em uma cadeira é Galeno. É flanqueado por três pares de outros médicos, sentados em pedras ou no chão. Os mais próximos de Galeno são Crateu e Dioscórides. O segundo par é Apolônio Mys e Nicandro. Os mais distantes dele são Andreas e Rufo. Cada uma das figuras é um retrato auto-suficiente e provavelmente foi inspirado nos retratos dos autores de vários tratados de autores. As sete figuras estão contidas dentro de uma moldura elaborada. O fundo é de ouro sólido, o que coloca os números em um espaço abstrato. Este é o manuscrito mais antigo a usar ouro sólido como fundo.
Após as duas miniaturas dos sete farmacologistas, há dois retratos do autor. No segundo retrato, Dioscórides está sentando escrevendo um códice em seu colo. É mostrado de perfil, que corresponde ao retrato da miniatura anterior. Na frente de Dioscórides está um artista, sentado em um nível inferior, pintando uma ilustração da raiz de mandrágora. A raiz de mandrágora que ele está olhando é realizada pela personificação de Epinoia, o poder do pensamento. Há um fundo arquitetônico que consiste numa colunata com um nicho central.
A paráfrase do tratado sobre as aves por Dionísio está em três livros. Os primeiros dois livros tem ilustrações dos pássaros inseridos nas colunas do texto sem moldura ou fundo. O terceiro tem 24 deles arranjados em uma grade em uma miniatura de página inteira. Os retratados ao longo do tratado são de alto mérito artístico e são fiéis à natureza na forma e cor, sendo muitos deles facilmente identificáveis. Curiosamente, alguns deles da representação do terceiro livro não são descritos no texto da paráfrase. É provável que estas ilustrações são baseadas nas ilustrações de um tratado diferente e mais antigo, possivelmente o de Alexandre de Mindos. O manuscrito, contudo, é o mais antigo tratado ilustrado sobrevivente sobre pássaros.

## Galeria

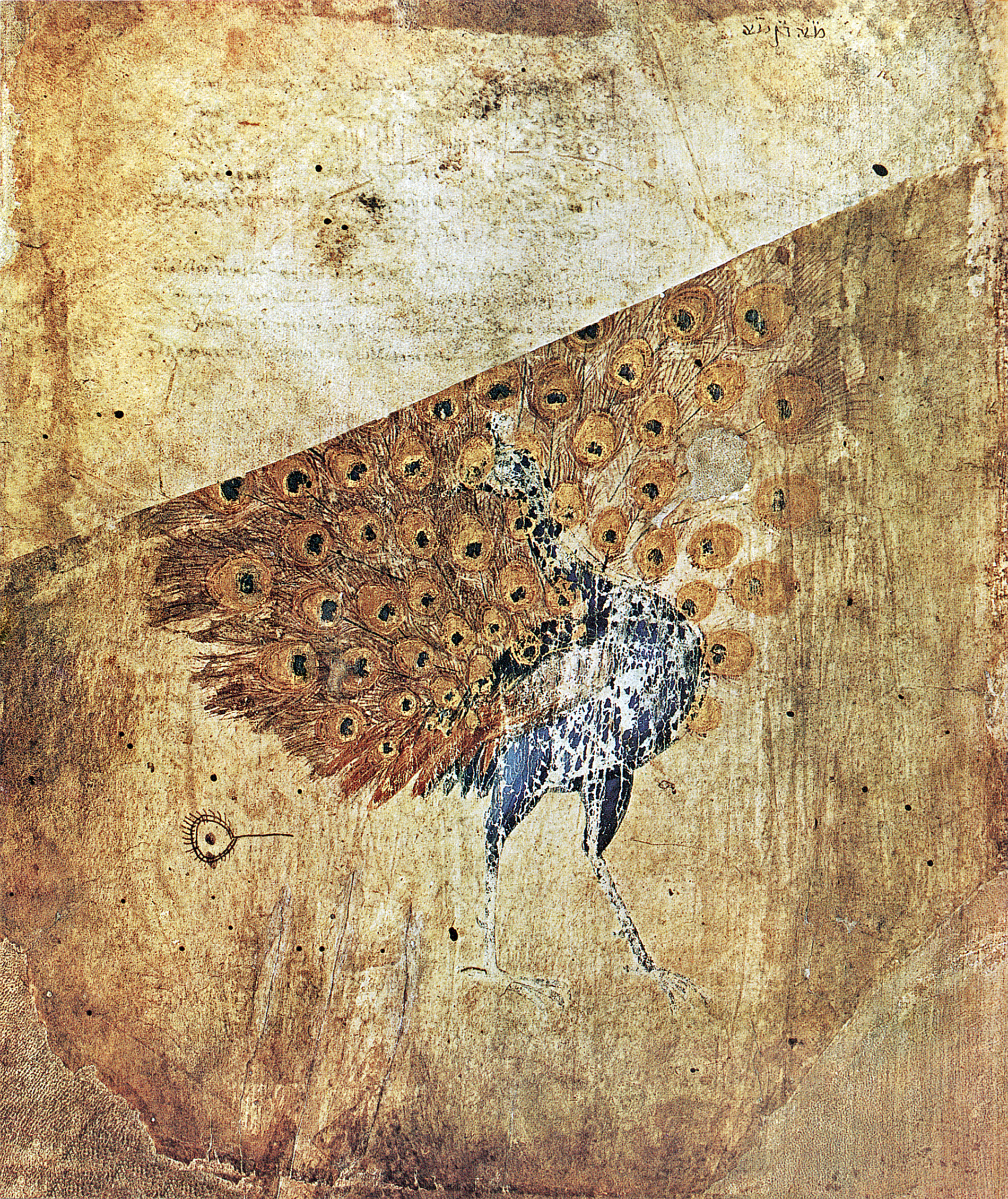
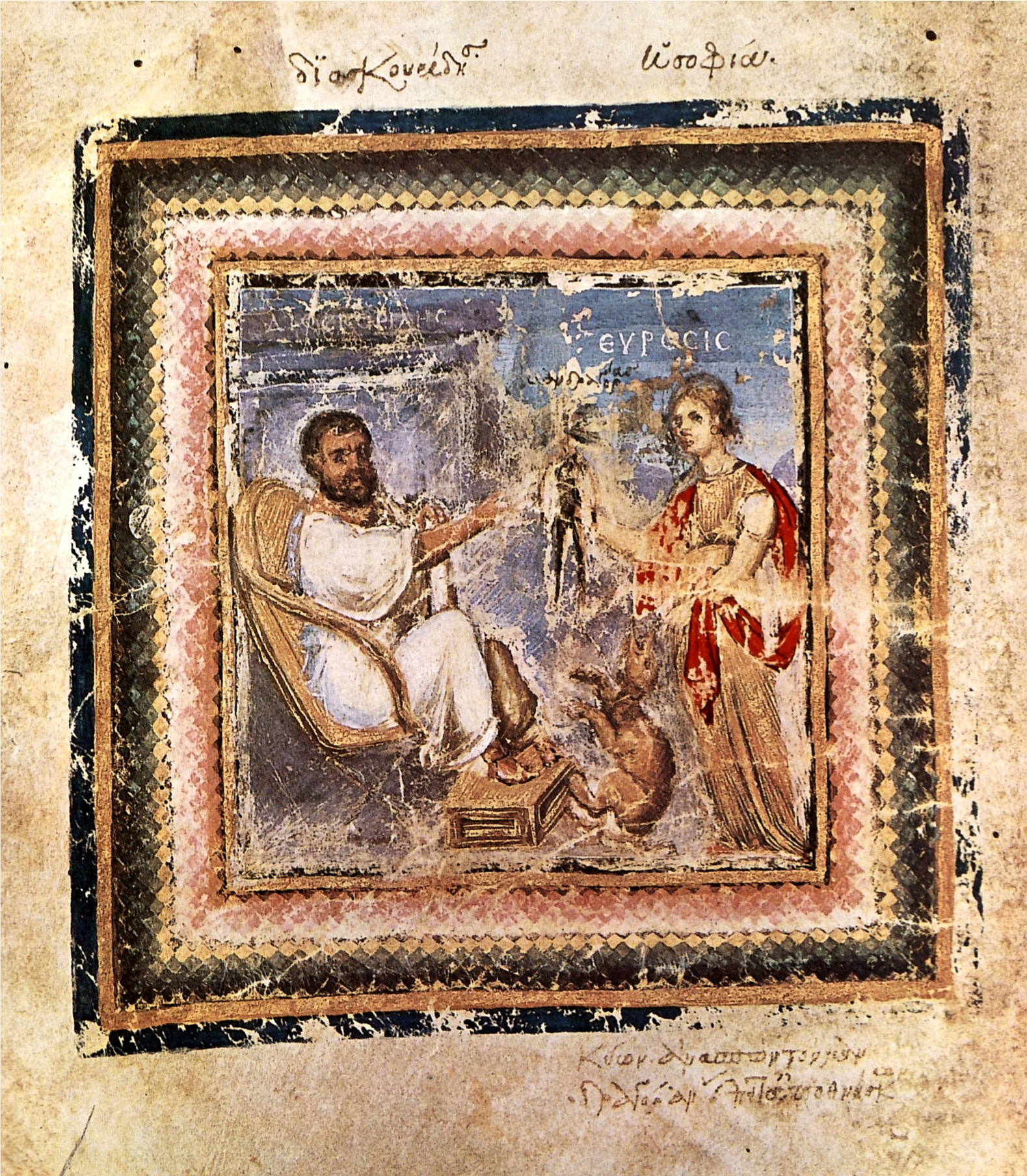
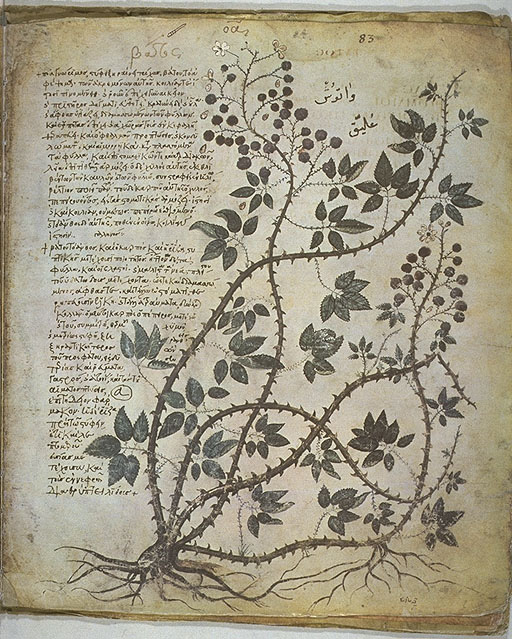
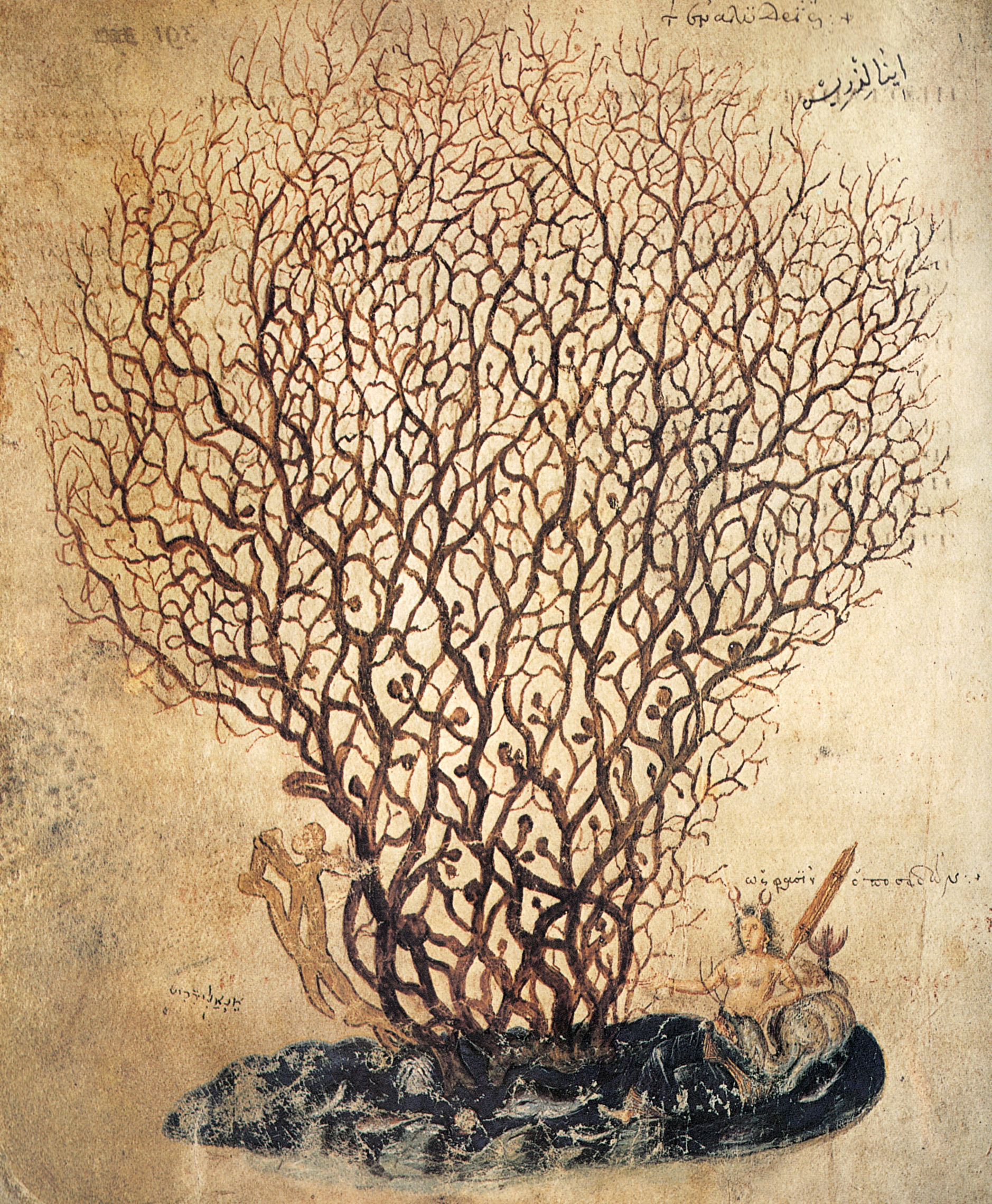
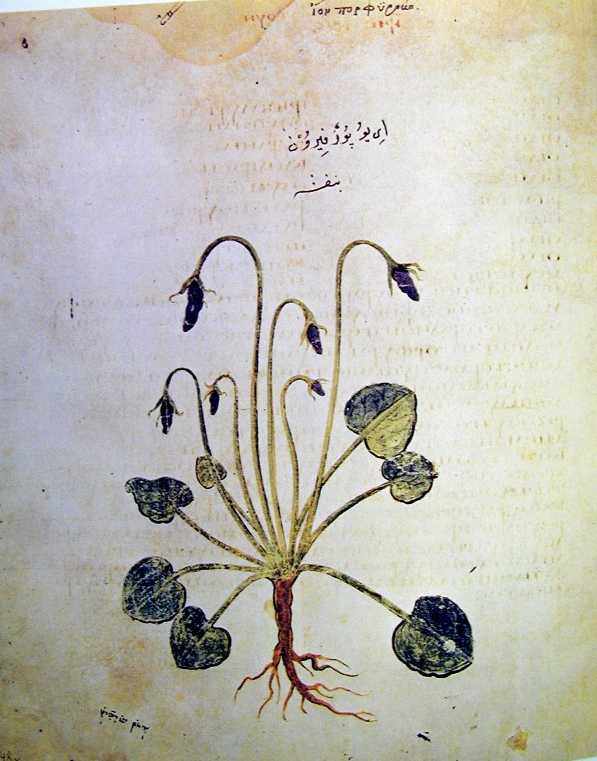
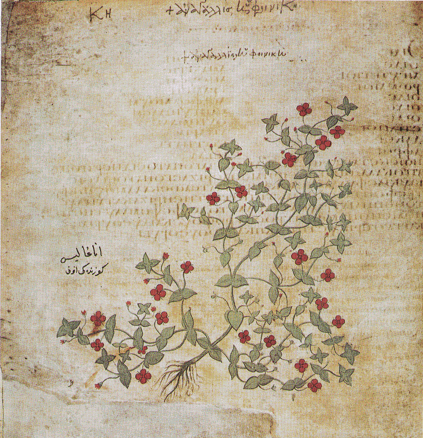
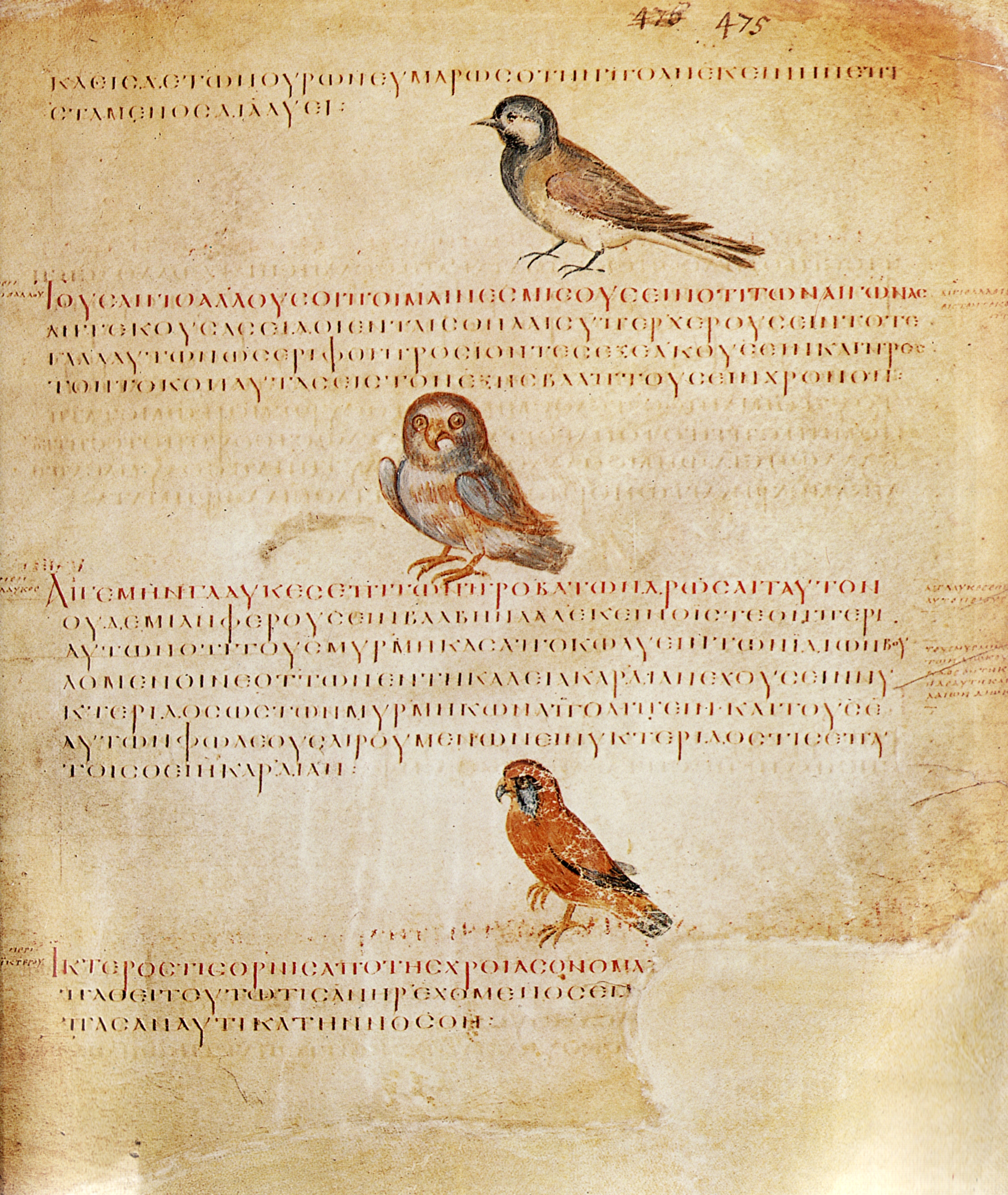
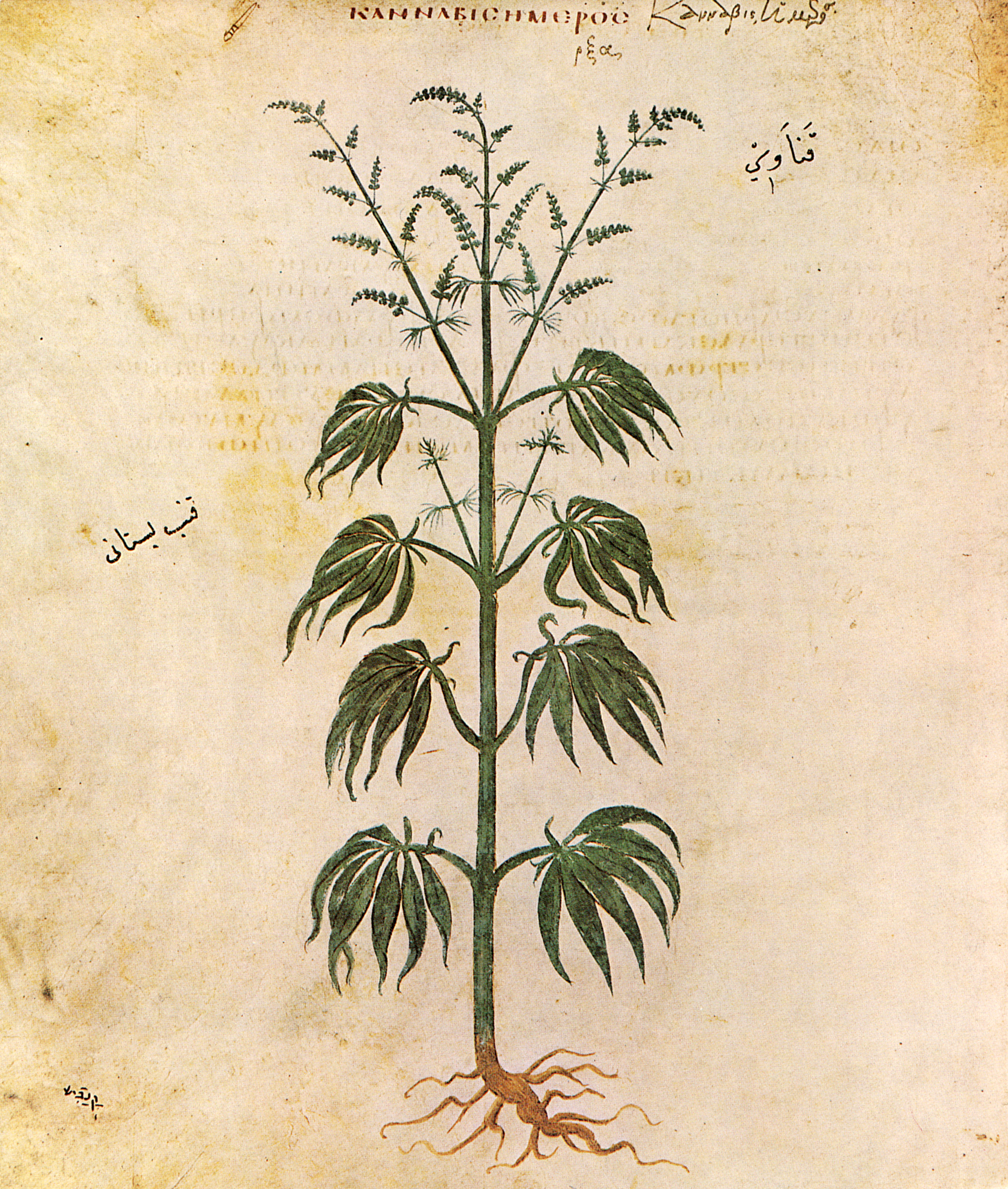
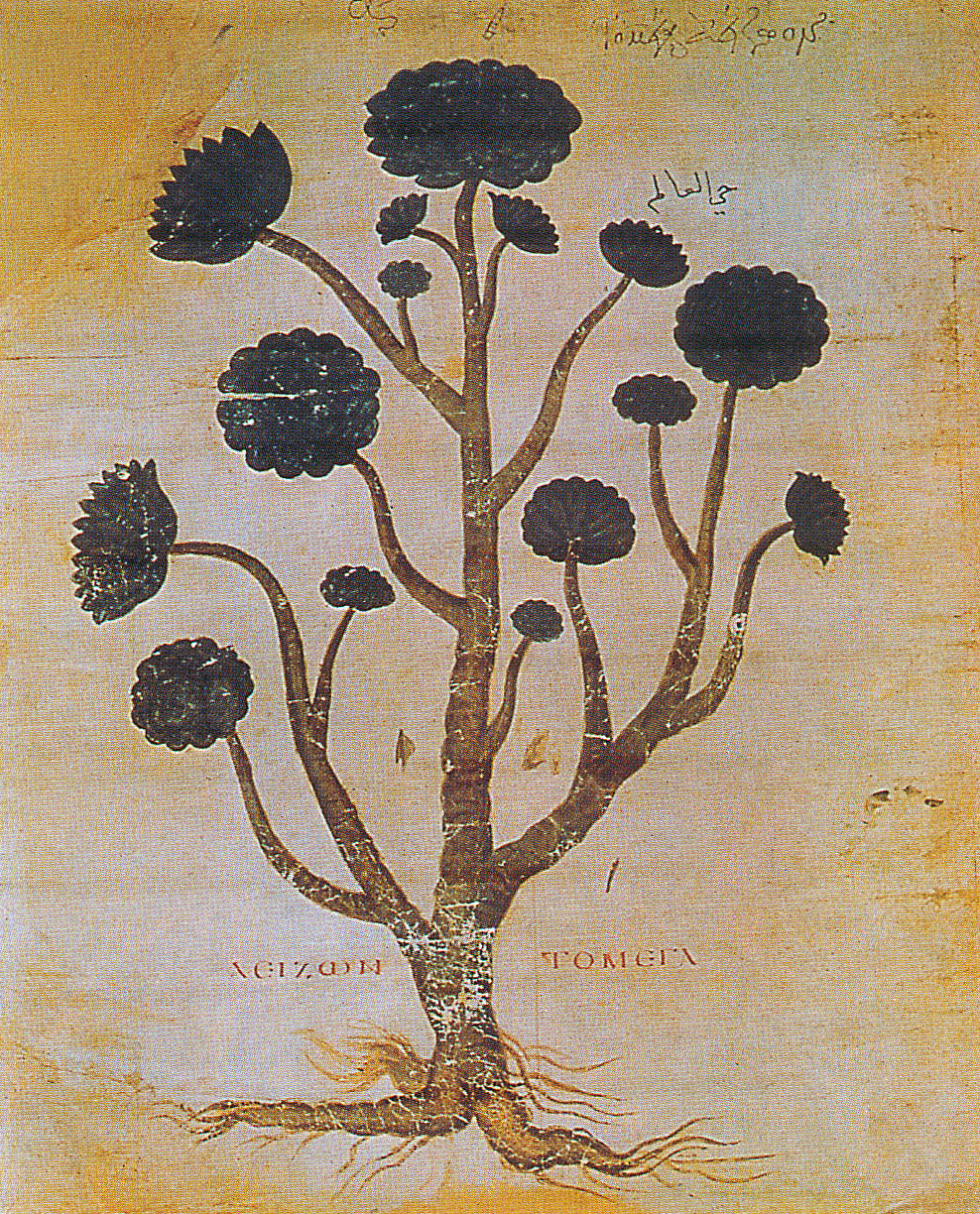
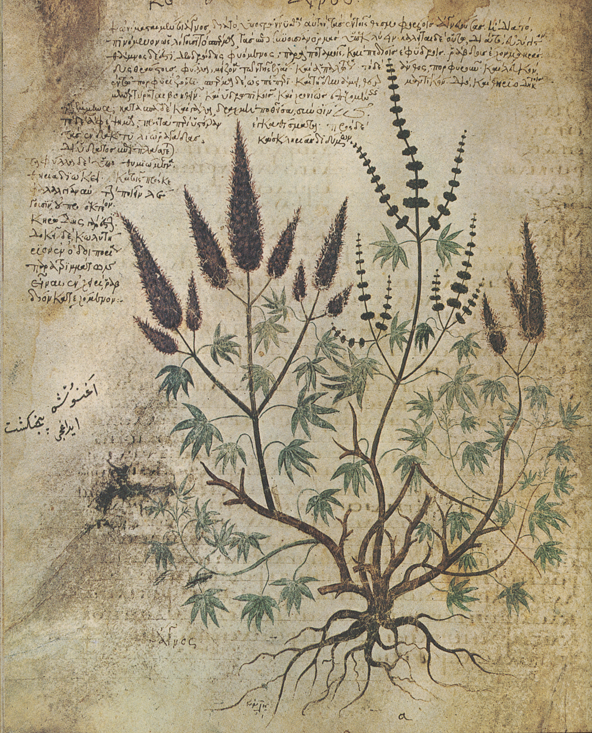
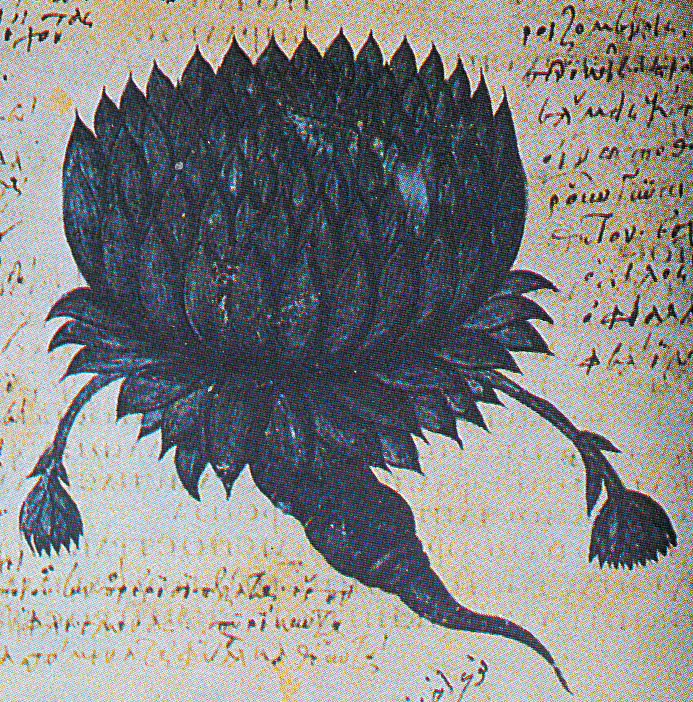